# Famous Grouse
Famous Grouse je škotski blended viski, ki ga danes mešajo v destilarni Glenturret na Škotskem.

## Zgodovina
Matthew Gloag, trgovec z vinom iz mesta Perth na Škotskem, je postal leta 1842, po obisku kraljice Viktorije v tem mestu, glavni dobavitelj dvora z alkoholnimi pijačami.
Leta 1860 je podjetje Matthew Gloag & Son Ltd., ki ga je ustanovil njegov oče, prevzel William Gloag in začel izdelovati viski. Glede na to, da sam ni imel destilarne, je viski kupoval po celi Škotski in ga začel mešati med seboj, da bi dobil edinstveno pijačo, ki bi bila takoj prepoznavna. V letu 1896 je posle predal sinu Matthewu, ta pa je leta 1897 naredil blended viski, ki ga je poimenoval The Grouse Brand blend. Kasneje je ime spremenil v Famous Grouse, po katerim se prodaja še danes.
Leta 1970, po smrti zadnjega iz družine Gloag, Mathewa Fredericka, je bilo podjetje prodano koncernu Highland Distillers.
Famous Grouse blend je sestavljen iz mnogih viskijev, od katerih sta najbolj prepoznavna Highland Park Single Malt in Macallan Single Malt.